# Deposición (cambio de estado)

Este diagrama muestra la nomenclatura para las diferentes transiciones de fase.

La deposición, depositación, sublimación regresiva o sublimación inversa es un proceso termodinámico en el cual un gas se transforma en un sólido. El proceso inverso de la deposición es la sublimación.
Un ejemplo de deposición es el proceso por el que, el aire sub-congelado, el vapor de agua cambia directamente a hielo sin convertirse primero en un líquido. Así es como se forma la nieve en las nubes o la escarcha en el suelo.
Otro ejemplo de deposición física es el proceso artificial de deposición física de vapor, usado para depositar películas delgadas de varios materiales sobre varias superficies.
La deposición libera energía y es un cambio de fase exotérmico.